# Введенский собор лейб-гвардии Семёновского полка
Введенский собор лейб-гвардии Семёновского полка — утраченный православный храм в Санкт-Петербурге. Был возведён в 1836—1842 годах для второго в гвардии по старшинству лейб-гвардии Семёновского полка. Самая крупная работа Константина Тона в северной столице России. Снесён в 1933 году.

## История
После перевода Семёновского полка в Санкт-Петербург для полка была первоначально поставлена церковь-палатка, а затем несколько деревянных церквей. Последняя из них была разобрана, когда выяснилось, что она мешает строительству Царскосельской железной дороги. По распоряжению императора Николая I вместо разобранного храма было начато строительство новой каменной церкви, автором проекта которой был Константин Андреевич Тон. Работы проводились под контролем министра двора князя Петра Волконского, который числился в полку генералом. Финансирование строительства велось за счёт казны.

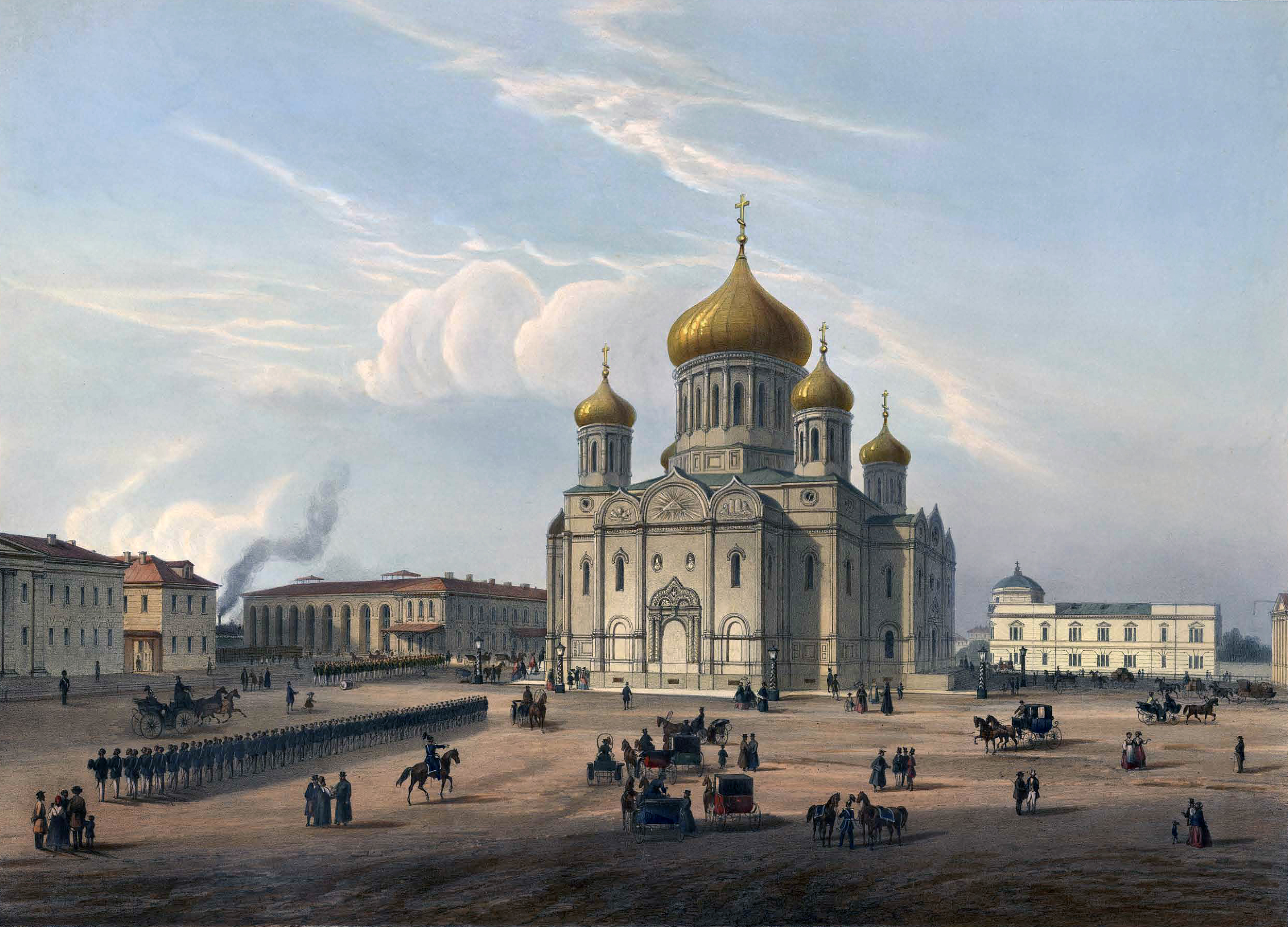
Собор в XIX веке, литография по рисунку
И. И. Шарлеманя

Здание было заложено 22 августа 1837 года, к 1839 году основные работы были закончены. 21 ноября 1842 года в присутствии Николая I состоялось освящение церкви. Первоначально здание имело помимо главного алтаря ещё два придела — южный во имя благоверного князя Александра Невского и северный во имя праведных Захарии и Елизаветы. В 1906 году во время реконструкции здания в подвальном этаже был сооружён придел священномученика Иакова, где были захоронены князь Пётр Волконский (†1852), командиры полка граф Владимир Петрович Клейнмихель († 1882) и Георгий Александрович Мин († 1906), три нижних чина, погибших во время декабрьского восстания 1905 года в Москве и 26 офицеров, погибших в Первую мировую войну, среди который был и командир полка Сергей Соваж.
В 1907 году в здании были проведены обширные реставрационные работы. 18 ноября 1912 года на хорах церкви был освящён придел святителя Иоасафа Белгородского и великомученицы Екатерины. В 1913 году церковь получила статус собора.
8 марта 1932 года по решению Леноблисполкома собор был закрыт. В 1933 году, несмотря на то, что здание имело статус памятника архитектуры, оно было разрушено. 1 июня 2003 года на месте церкви был установлен памятный знак.

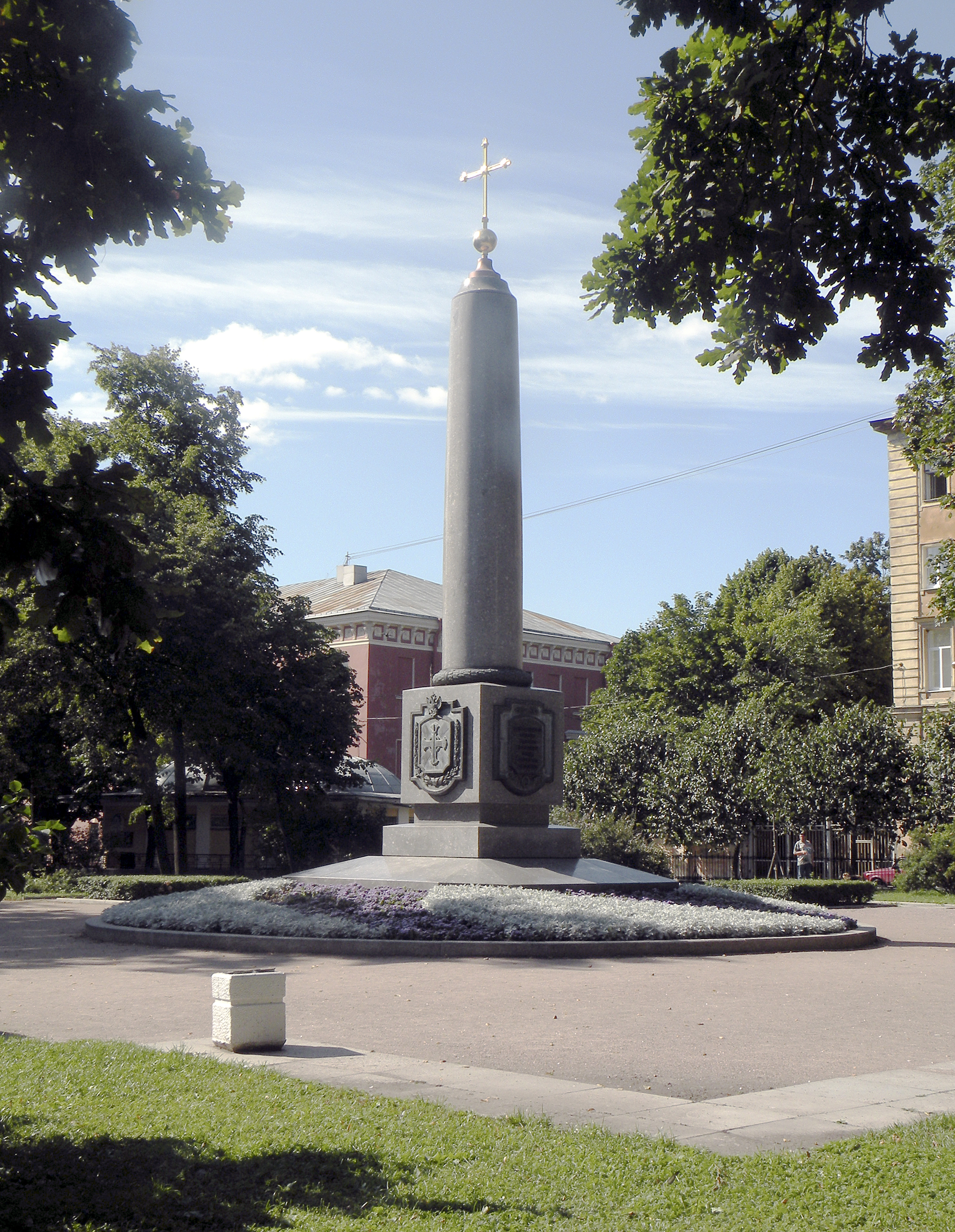
Памятный знак на месте собора

Место, где стоял собор (Введенский сад с фундаментом собора), отнесено КГИОПом к выявленным объектам культурного наследия народов России.

## Интерьер
Главный трёхъярусный иконостас и два боковых были сооружены по проекту Константина Тона.
В церкви были помещены иконы из прежних церквей полка, в том числе греческие «Нерукотворный Спас» и «Знамение», которые находились в полку во время битв при Полтаве и Лесной. Император Николай I подарил копию с работы Корреджо «Поклонение пастухов». В 1914 году Иерусалимский Патриарх Дамиан преподнёс в дар собору икону «Воскресение Христово», в которую была помещена частица Гроба Господня.
Помимо этого в соборе находились боевые знамёна полка, доски с именами офицеров, погибших в боях, а в особых витринах демонстрировались фельдмаршальские жезлы князя Петра Волконского и великого князя Николая Николаевича.